# Штипсхаузен
Штипсхаузен (њем. Stipshausen) општина је у њемачкој савезној држави Рајна-Палатинат. Једно је од 96 општинских средишта округа Биркенфелд. Према процјени из 2010. у општини је живјело 944 становника. Посједује регионалну шифру (AGS) 7134087.

## Географски и демографски подаци
Штипсхаузен се налази у савезној држави Рајна-Палатинат у округу Биркенфелд. Општина се налази на надморској висини од 460 метара. Површина општине износи 11,1 km². У самом мјесту је, према процјени из 2010. године, живјело 944 становника. Просјечна густина становништва износи 85 становника/km².